# 曾根毅
曾根 毅（そね つよし、1974年1月23日 - ）は、俳人、歌人。香川県生まれ。

## 経歴・人物
2002年、「花曜」入会。鈴木六林男に師事。2005年、「花曜」終刊後、「光芒」同人を経て、2011年、「LOTUS」同人。実直な五七五定型に立ち、抒情の中に重厚さとニヒル、ユーモアを漂わせる句が多い。2011年、第二十九回現代俳句新人賞佳作奨励賞。2012年、第三十回現代俳句新人賞佳作。2014年、第4回芝不器男俳句新人賞を受賞。受賞作100句は東日本大震災を背景とした虚実皮膜の作品群で、震災における情況と心情を冷静に見極めて俳句に昇華したこと、全体に底流として流れている危機の感覚といった点が評価された。2015年、第4回芝不器男俳句新人賞受賞作を収めた第一句集『花修』（深夜叢書社）を刊行。その後、短歌にも活動の幅を広げ、2019年に「何も言わない」で第二回笹井宏之賞大森静佳賞を受賞。現代俳句協会会員。

## 作品例
- 立ち上がるときの悲しき巨人かな
- 鶴二百三百五百戦争へ
- 滝おちてこの世のものとなりにけり
- 中空を真闇と思う立葵
- 菊人形水を隔てているような
- 薄明とセシウムを負い露草よ

## 書籍

### 句集
- 『花修 曾根毅句集』（深夜叢書社、2015年7月）